# SABA
Die Firma SABA (Schwarzwälder Apparate-Bau-Anstalt August Schwer Söhne GmbH) war ein deutscher Rundfunkgerätehersteller. Zuletzt Bestandteil eines chinesisch-französischen Gemeinschaftsunternehmens, befand sich am Urstandort Villingen nur noch eine Entwicklungsabteilung. SABA bzw. das Unternehmen SABA-Werke wurde 1986 aufgelöst; das Nachfolgeunternehmen TTE Germany ging 2007 in Insolvenz. Der aktuelle Eigner der Markenrechte, seit 2022 Talisman Brands, beschränkt sich auf die Lizenzierung der Marke an Fremdhersteller.

## Geschichte
Die Wurzeln des Unternehmens gehen auf eine Uhrenfabrik zurück, die Joseph Benedikt Schwer 1835 in Triberg gründete. 1864 trat der Sohn des Gründers in die Fabrik ein, die ab 1865 als August Schwer Söhne Metallwaren-Fabrik firmierte und sich gut entwickelte.
Als 1905 Hermann Schwer (1877–1936), der Enkel von Joseph Schwer, die Fabrik übernahm, beschäftigte sie 20 Mitarbeiter. Nach dem Tode von Hermann Schwer leitete seine Tochter, die mit Ernst Scherb verheiratet war, das Unternehmen.

### Familienunternehmen SABA

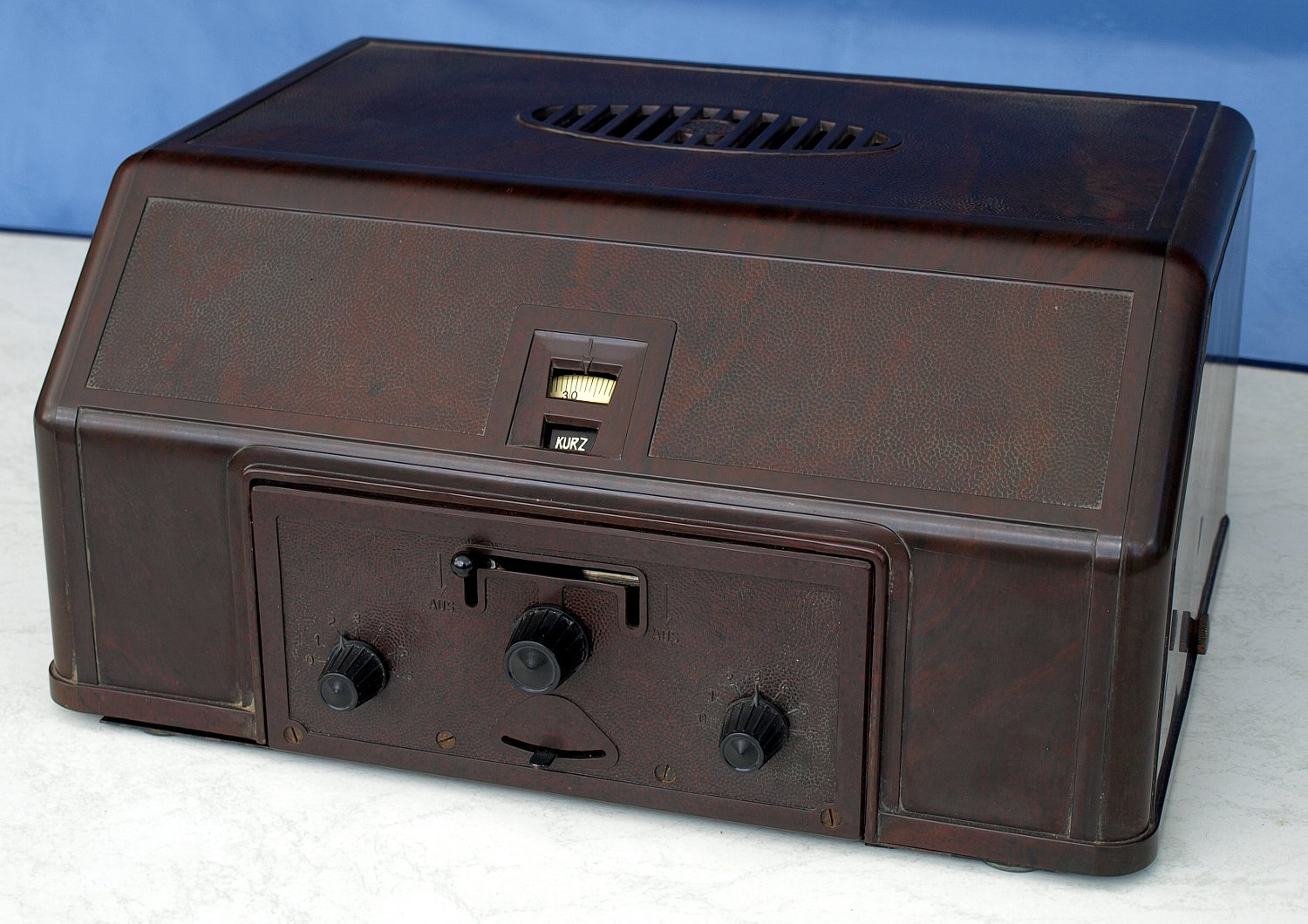
SABA S35W – Der Sieger – von 1930

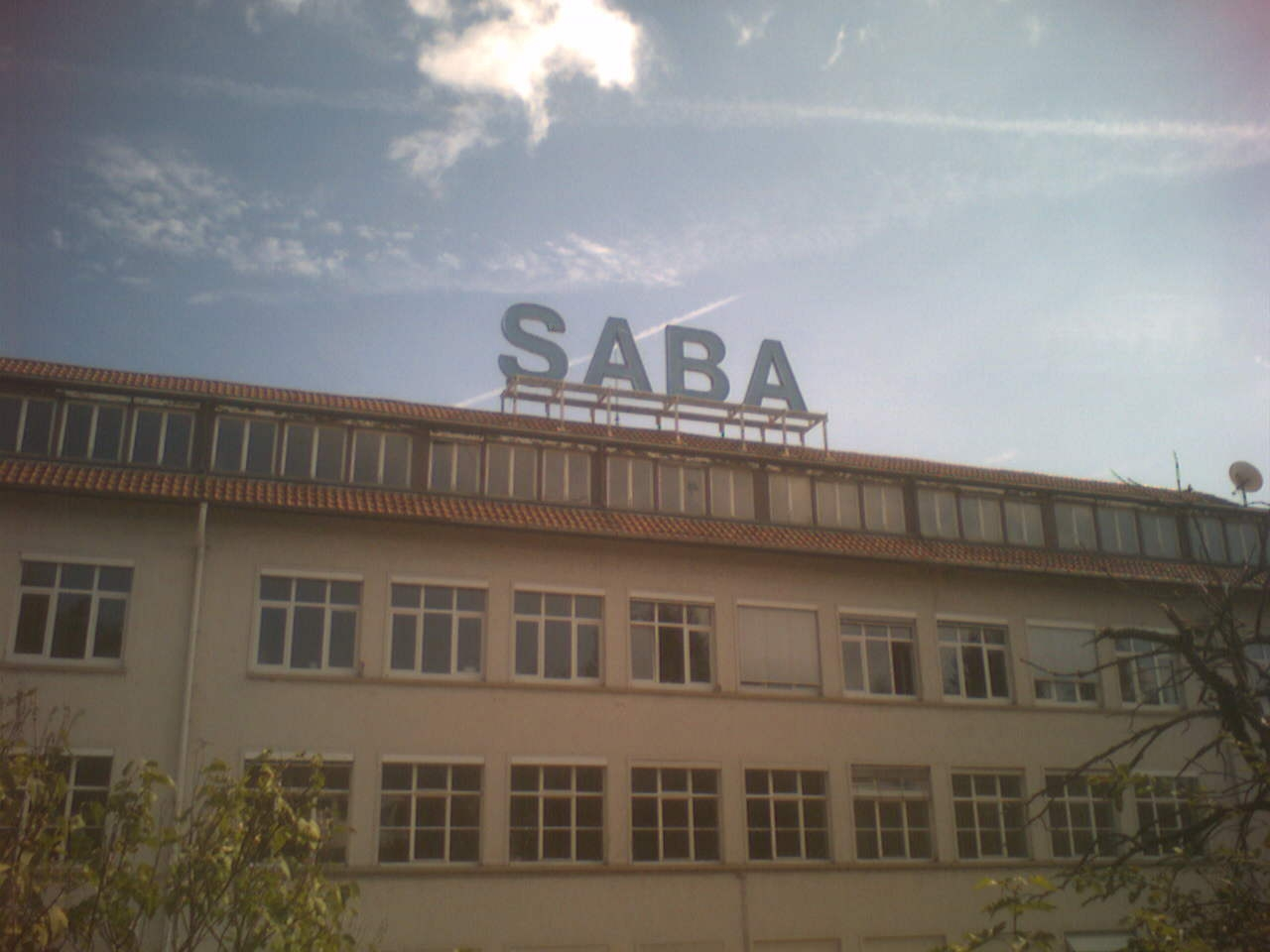
Ehemalige SABA-Werke in Villingen-Schwenningen

1923 begann die Firma Teile für Radiogeräte herzustellen, etwa Spulen und Drehkondensatoren. Die Firma nannte sich nun Schwarzwälder Apparate-Bau-Anstalt. Es stellte sich schnell Erfolg ein, und eine Transformatorenfertigung wurde eingerichtet. Ab 1926 bot die Firma Radiobausätze an, bevor sie 1927 begann, komplette Geräte selbst herzustellen. Technisch herausragende Geräte wie das prämierte S35, das von Eugen Leutholt entwickelt wurde, sicherten den Geschäftserfolg. 1935 stand SABA mit einem Marktanteil von zehn Prozent in Deutschland an zweiter Stelle der deutschen Radiogerätehersteller hinter Telefunken. Saba stellte auch die Volksempfänger VE301 W, GW, Dyn W und Dyn GW her. Im Zweiten Weltkrieg wurde auf Rüstungsgüter wie Funkgeräte für Panzer umgestellt, und die Produktionsanlagen wurden erweitert. Am 19. April 1945 zerstörten zwei Bombenvolltreffer vor allem die erst kurz zuvor errichteten Werksgebäude vollständig. Das Verwaltungsgebäude blieb jedoch erhalten, lediglich das Dach wurde zerstört.
Gegen Ende 1945 konnte SABA Spielzeug (einen Kran), Tablettenröhrchen für die Pharmaindustrie und andere unbedeutendere Erzeugnisse herstellen.
Ab 1946 ermöglichte ein Kontingent die Herstellung von Fernsprechern für die Post. Der erste völlig neu konstruierte Nachkriegs-Apparat W 46 stammte von SABA. Er wurde jedoch nicht in großer Stückzahl gebaut. Ab den 1950er Jahren stellte SABA zusammen mit anderen bundesdeutschen Telefonbaufirmen auch den W 48 her, den langjährigen Standard-Fernsprecher der Deutschen Bundespost.
Erst 1947 konnte wieder mit der Produktion von Radiogeräten begonnen werden. 1949 wurde die Firma in eine GmbH überführt. Da die Erben noch zu jung waren, übernahm der Stiefvater die Geschäfte. Im Radioverkauf stellte sich zunächst wieder der Vorkriegserfolg ein. Dann begann SABA mit der Produktion von Kühlschränken und verpasste so beinahe den Fernsehboom. Erst 1957 wurde die nicht sehr erfolgreiche Kühlschrankproduktion eingestellt, und die Brunner-Schwer-Brüder übernahmen SABA. Der erste serienmäßig von SABA hergestellte Fernseher war der Schauinsland W II von 1953. In den 1960er-Jahren übernahmen die Erben und Enkel des Unternehmers Hermann Schwer, Hans Georg Brunner-Schwer und Hermann Brunner-Schwer die Leitung des Unternehmens. Anschließend folgte eine Expansion des Unternehmens, unter anderem mit einem Werk in Friedrichshafen zur Fertigung von Tonbandgeräten und versuchte sich 1964 mit dem tragbaren Kassettenformat Sabamobil. Daneben baute SABA Kofferradios und ab 1967 mit der Einführung des PAL-Farbfernsehens auch Farbfernsehgeräte. Die zur Spitzenklasse gehörenden Musiktruhen des Herstellers trugen zeitweise die Bezeichnung „Königin von Saba“.
SABA investierte in etliche Großprojekte: Tonbandgeräte für Satelliten und Tonstudios, Geräte zur Beseitigung von Schlafstörungen u. v. m. Diese hochpreisigen Geräte brachten, zusammen mit anderen Fehlentscheidungen, das Unternehmen Ende der 1960er Jahre in finanzielle Schieflage.
Zu den innovativen Techniken von SABA gehörte u. a. die drahtlose Fernbedienung, die per Ultraschall bestimmte Funktionen steuerte. Weitere Entwicklungen bei den Fernsehern waren Bild im Bild und ein integriertes Service- und Diagnosesystem zur Erleichterung bei der Fehlersuche. Das Design der Geräte errang zahlreiche Auszeichnungen. Auch die Sozialpolitik des Unternehmens machte die Firma zu einem begehrten Arbeitgeber in Villingen-Schwenningen, der in vielen Positionen auch ausländische Arbeitskräfte aus Italien oder Jugoslawien beschäftigte.
Geschäftsführer der SABA-Werke war ab 1969 Alfred Liebetrau (* 1922; ab 1971 Generalbevollmächtigter der Grundig-Werke, später Präsident der IHK Schwarzwald-Baar-Heuberg und Unternehmensberater). Die 1970er Jahre brachten den Niedergang. 1978 kaufte SABA die 2000er Serie von Sanyo, 1979 wurde die HiFi-Geräteherstellung ganz aufgegeben.

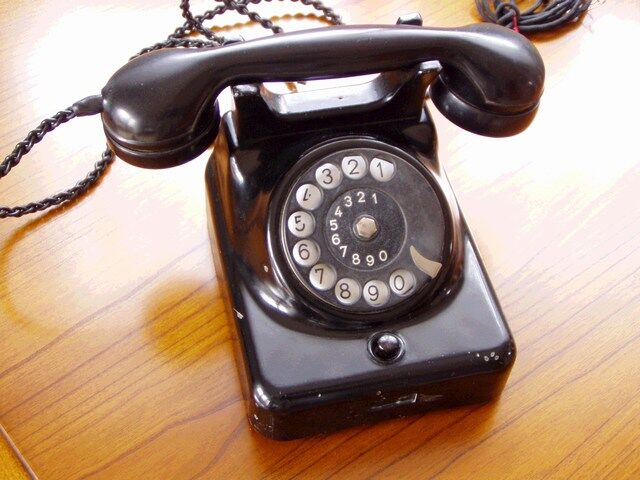
Tischfernsprecher W 46 von SABA
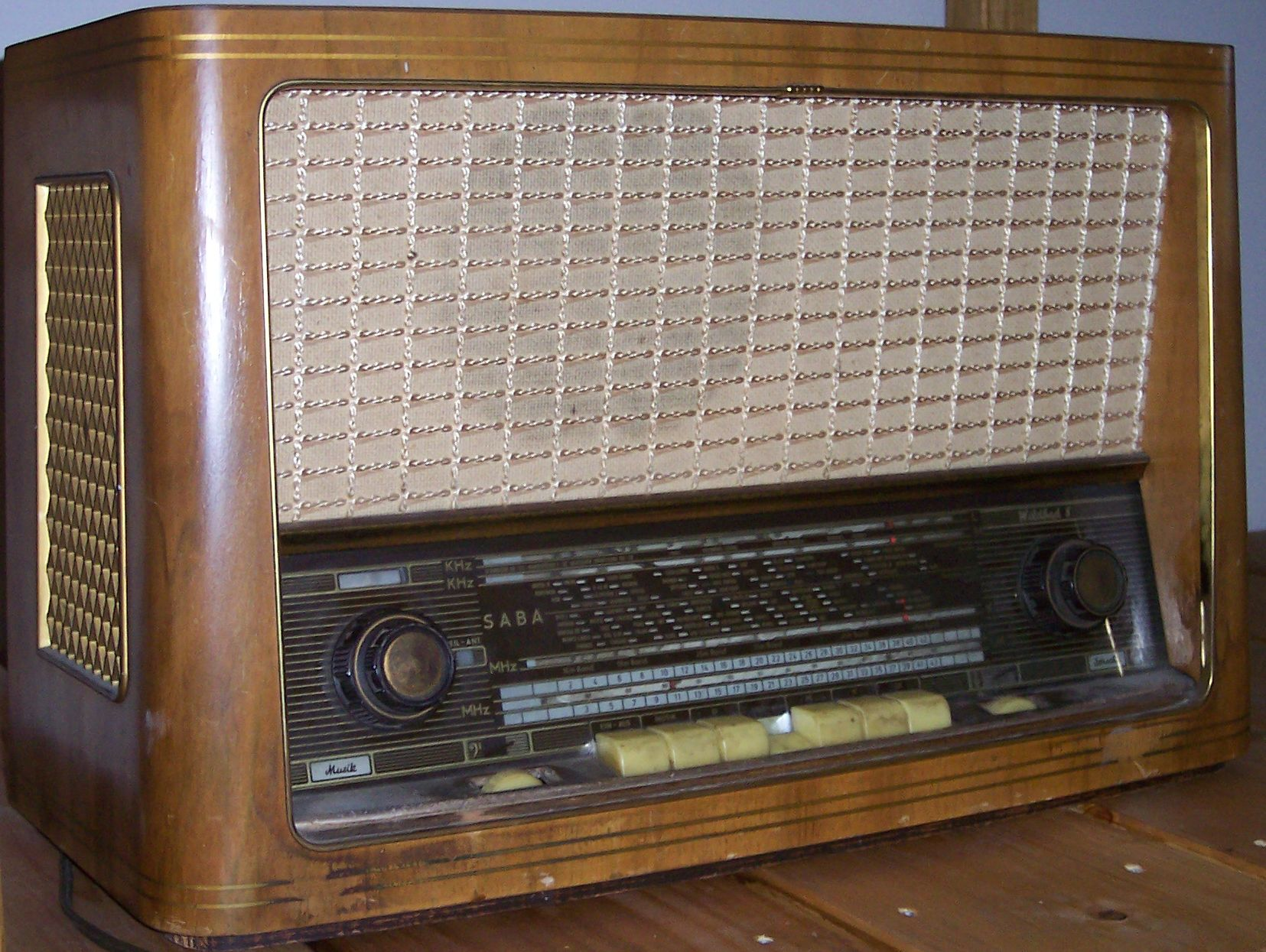
Superhetempfänger Wildbad 8 mit sieben Röhren (1957)
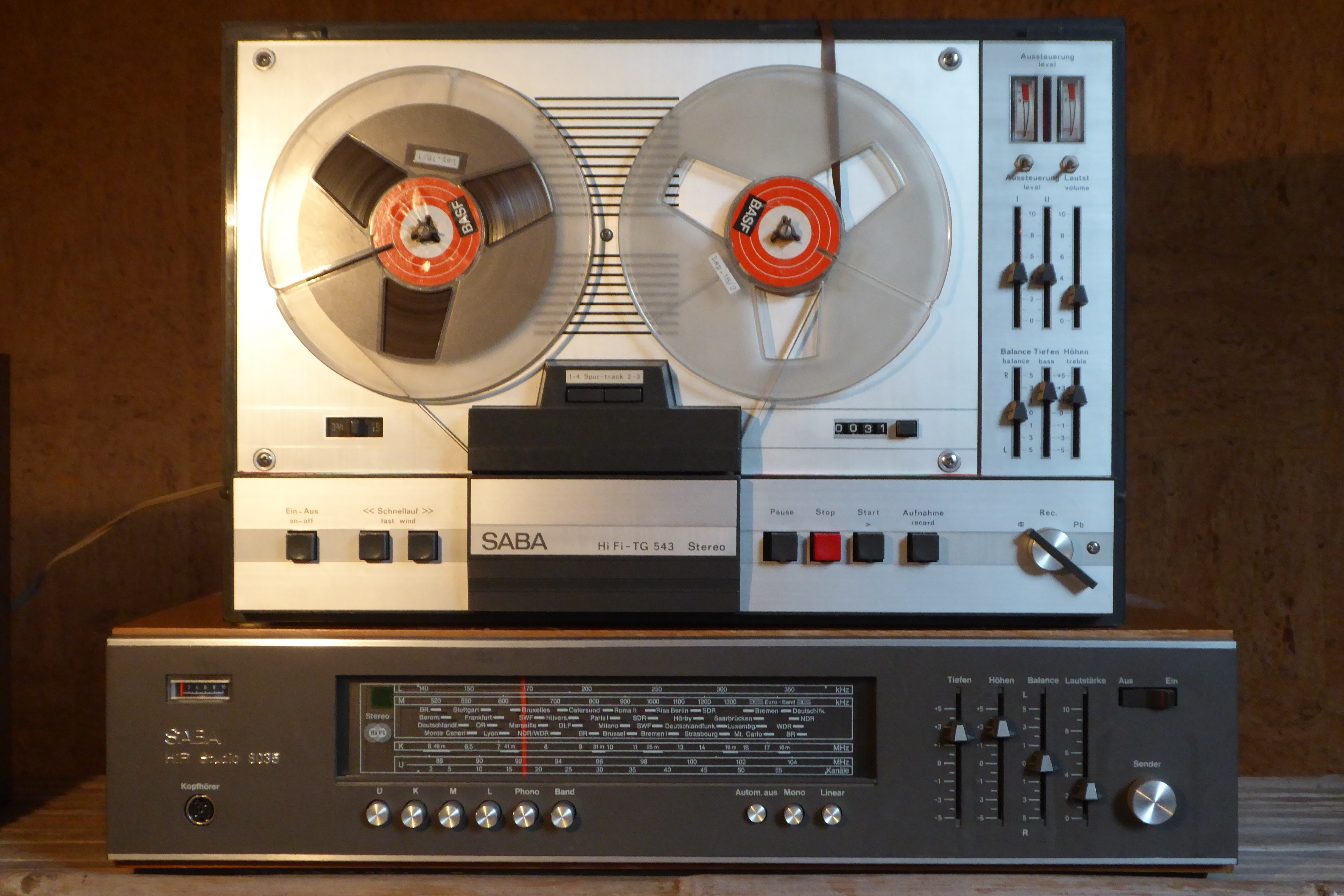
HiFi-Anlage von 1971: Receiver Studio 8035 und Vierspur-Tonbandgerät TG 543
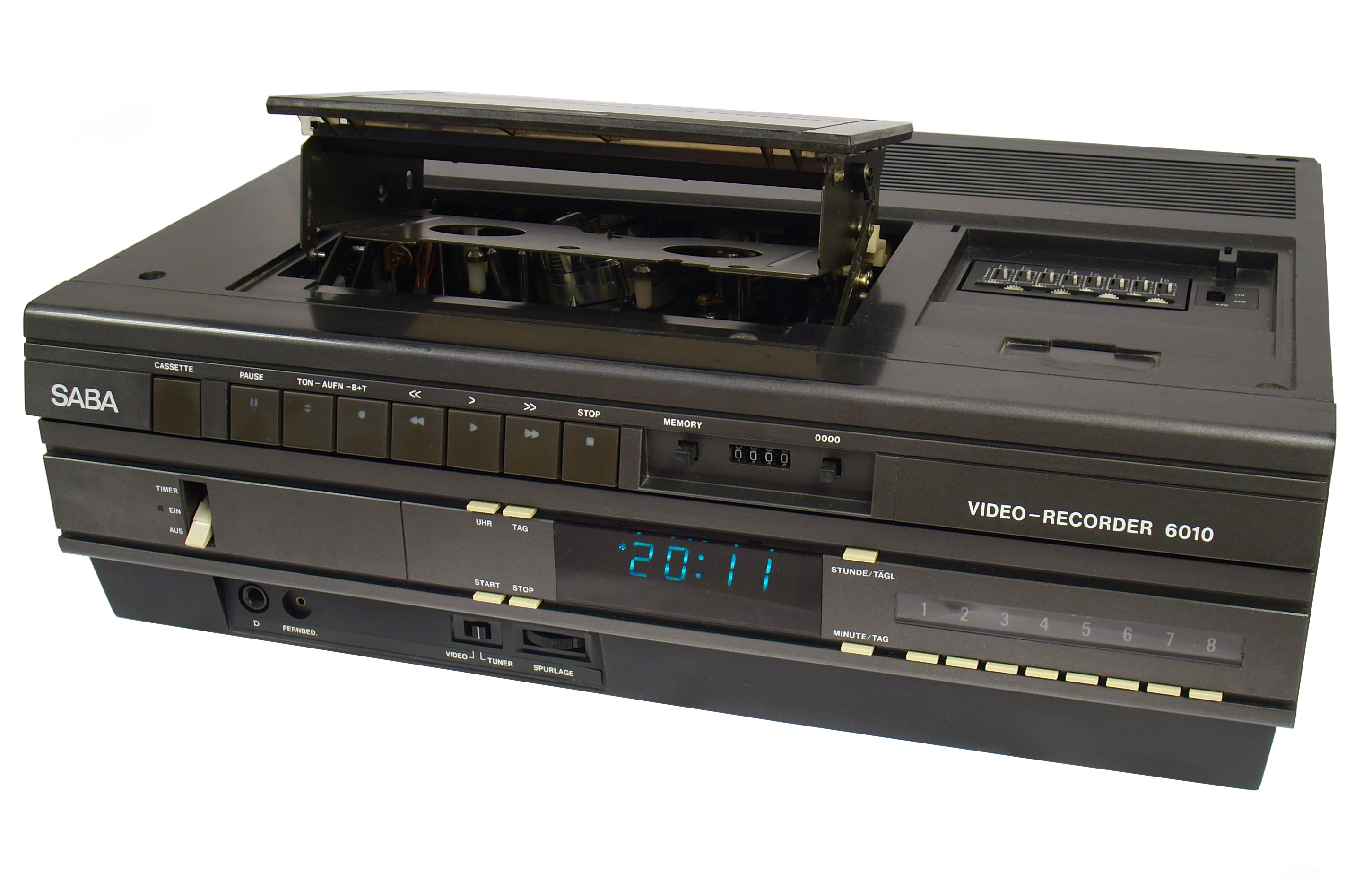
VHS-Videorekorder SABA VR 6010 von 1981 (OEM-Gerät von JVC)

### Engagement für Mitarbeiter und Gesellschaft
Für die Arbeitnehmer wurde in Meersburg von Hermann Schwer das SABA-Erholungsheim eingerichtet. In seinem Heimatort Triberg stiftete er das Schwarzwaldmuseum. In Meersburg trat Schwer mit seiner Firma als Mäzen beim Bau der Uferpromenade und des See-Schwimmbads auf. SABA hatte für seine Mitarbeiter eine Kantine.

### Verkauf des Familienunternehmens
Im Jahr 1980 schließlich wurde die Firma an den französischen Thomson-Konzern verkauft. 2005 existierte nur noch die Marke SABA, die noch bis zum 26. November 2015 von der Thomson multimedia Sales Germany GmbH gehalten, aber am 24. Juni 2016 gelöscht wurde.
Nach der Übernahme durch Thomson 1981 und der Integration der Telefunken-Fabriken 1986 kam es teilweise zu enormen Überkapazitäten, die Entlassungen und Stellenabbau verursachten. Erhoffte Synergie-Effekte blieben aus.
In den späten 1980er Jahren wurde die Produktion nicht nur aus Kostengründen, sondern auch wegen der Spezialisierung auf Forschung und Entwicklung, die Generalisten und Manager eher benachteiligte, ins kostengünstigere Ausland verlegt.
1986 entstand ein neues Umfeld im Handel mit Lizenzen und Patenten im internationalen Bereich. Der Name des Unternehmens wechselte häufig: SEWEK, DEWEK, EWD, TTG, DTB und zuletzt TTE. In Villingen-Schwenningen blieb nur noch eine Entwicklungsabteilung des Unternehmens. 1988 starb der ehemalige Chef der SABA-Werke Hermann Brunner-Schwer, und 2004 erlitt Hans Georg Brunner-Schwer, Chef der MPS-Records, einen tödlichen Unfall.
Mit der Insolvenz der TTE Germany, des chinesisch-französischen Joint Ventures zwischen TCL und Thomson, gingen im Jahre 2008 erneut viele Arbeitsplätze in der Fernseherentwicklung am Standort Villingen-Schwenningen verloren.
Im August 2021 wurden die verbliebenen Gebäude am Standort Villingen abgerissen.

## SABA in Museen
- Franziskanermuseum Villingen-Schwenningen mit Informationen über SABA unter Stadtgeschichte
- Mythos SABA: Neue Ausstellung in VS erinnert an Weltunternehmen Sonderausstellung vom 22. März bis zum 16. Juli 2023 im Franziskanermuseum in Villingen-Schwenningen zum hundertsten Jahrestag des Eintrags der Marke SABA.